# Charles Nelson Pogue
Pour les articles homonymes, voir Pogue.
Charles Nelson Pogue (Winnipeg, 15 septembre 1897 - 1985) est un inventeur canadien.

## Biographie
Pogue est l'inventeur en 1930 d'un carburateur dit catalytique, ou carburateur à vapeur, utilisant les gaz d’échappement et leur chaleur en combinaison avec de l'eau et de l'air en présence d'éléments produisant une catalyse tels que le nickel et le platine portés à une température élevée grâce à ces mêmes gaz d'échappement. Le carburant dégageait de la sorte de l'alcool, du méthane et passait à une formule moléculaire plus "légère". Pogue le nomma le "Winnipeg".
Pogue revendiquait pour son carburateur des performances spectaculaires, supérieures même à celle des moteurs les plus optimisés en 2008 (il est censé avoir conduit en 1932 une Ford V8 sur 320 km avec un gallon d'essence, soit 1,1 litre aux 100 km). L'annonce de l'invention de ce carburateur aurait provoqué une chute des cours de certaines actions cotées au Toronto Stock Exchange lors des premiers mois de l'année 1936.
Une analyse du principe, en respectant les deux premières lois de la thermodynamique, permet de montrer qu'il est tout à fait impossible d'obtenir des gains suivant un processus d'utilisation des gaz tel que le décrit Pogue.
Les partisans de Pogue affirment que son invention a été utilisée durant la Seconde Guerre mondiale, permettant la victoire des Américains en Afrique sur le général Rommel grâce à des chars de combat à consommation réduite, alimentés avec de l'essence sans plomb. Le frère de l'inventeur aurait lui-même participé à ce projet et monté des carburateurs « Pogue » sur les tanks. Ce récit fournit une explication à la non-diffusion du carburateur en invoquant le secret défense. Cependant les historiens expliquent parfaitement les victoires et défaites de l'Afrikakorps sans invoquer une importante supériorité technologique cachée du côté des Alliés.
Quelques décennies plus tard, un autre inventeur nommé Thomas Ogle aurait continué les travaux de Pogue pour contourner le problème du plomb en se passant de carburateur.

### Livres
- Michael H. Brown, The Fish Carburetor Book, 1982.

### Articles
- I. T. Galanoy, The mystery of the 200 miles per galleon Pogue carburetor, septembre 1953, Interview de Pogue

### Brevets
- U.S. Patent 1750354 du 11 mars 1930, avec son explication: Oil Industry Suppressed Plans for 200-mpg Car, Simon de Bruxelles, 31 mars 2003.
- U.S. Patent 1938497 du 5 décembre 1933
- U.S. Patent 1997497 du 9 avril 1935, avec son explication: Oil Industry Suppressed Plans for 200-mpg Car, Simon de Bruxelles, 31 mars 2003.
- U.S. Patent 2026798 du 7 janvier 1936, avec son explication: Oil Industry Suppressed Plans for 200-mpg Car, Simon de Bruxelles, 31 mars 2003.